# 横河東亜工業
横河東亜工業株式会社（よこがわとうあこうぎょう、YOKOGAWA TOA KOGYO, LTD.）は、日本の建設会社。横河グループ系。
建物や設備の工事及び維持・管理を事業としている。
横河建築設計事務所、横河ブリッジホールディングス、横河電機、横河商事とともに、横河民輔博士が直接創業したグループの源流企業である（横河五社）。

## 概要
日本を代表する建築家・横河民輔博士が大正5年（1916年）創業した「合資会社東亜鉄工所」が起源の老舗企業で、工作機械、暖房用鋳鉄製放熱器の製造から事業を開始し、のちに設備工事事業を加えた。太平洋戦争中は航空機関連の事業も手掛け、軍需で社業は発展した。終戦後は設備工事会社としてのキャリアを積み、横河工業との合併を経て（現社名に改称）、現在に至っている。同根の横河電機が大株主になっており、同社並びに同社子会社の設備工事及び維持・管理を多く手掛ける他、社長は横河電機から派遣されている。

## 沿革
- 1916年：工学博士の横河民輔が、大阪府で合資会社東亜鉄工所を創業（のちに株式会社に改組）。工作機械、暖房用鋳鉄製放熱器などを生産
- 1923年：暖房設備、換気設備、給排水衛生設備などの空調衛生給排水工事を開始
- 1928年：製造部門は工作機械、産業用諸機械、輸送機などを製造。工事部門の主体は暖房用鋳鉄放熱器据え付け工事
- 1942年：東亜航空電機株式会社（のちに横河工業株式会社に社名変更）を設立。本社を東京府東京市港区芝高輪町に置き、品川工場のほか、福井県、福島県に工場を設置
- 1968年：グループ会社の横河工業と合併し、横河東亜工業に改称
- 1992年：本社を東京都品川区上大崎（現在地）に移転
- 1994年：中国天津市に合弁会社・天津東華医療系統有限公司を設立
- 2002年：横河電機および関連会社の建物設備の維持管理業務を受託
- 2016年：創立100周年を迎え、本社および武蔵野事務所を建替
- 2018年：製造事業を中国合弁会社に全面移管
- 2021年：中国合弁会社の株式を中国企業に全て売却